# عبد الله عباس الندوي
عبد الله عباس الندوي (1344 - 1426 ه‍ـ / 1925 - 2006 م) هو عالم مسلم، من أهل الهند.
هو عبد الله بن أبي فضل محمد عباس بن محمد أنس الشاه نور أحمد بن الشاه محمد إمام بن المخدوم الشاه نعمة الله بن تاج العارفين مجيب الله القادري الجعفري الزينبي البهلواروي. أصله من فلواری شریف، باتنا، ولاية بيهار.
أخذ عن أبي الحسن الندوي (ت. 1420 هـ / 1999 م)، والشاه محمد حليم عطا (ت. 1375 هـ / 1955 م)، وعبد السلام القدوائي الندوي (ت. 1399 هـ / 1979 م) ومحمد سميع الصديقي.
و لقمر شعبان الندوي كتاب «عبقرية عبد الله عباس الندوي: حياة وأعمال الدكتور عبد الله عباس الندوي» - مجمع البحث العلمي، 2009.

## آثاره
من آثاره:
- أساس اللغة العربية (ثلاث أجزاء) - دار ابن كثير (دمشق)
- تعلم لغة القرآن الكريم» (بالعربية والإنكليزية)
- قاموس ألفاظ القرآن الكريم (معجم قرآني عربي-إنكليزي)Vocabulary of The Holy Qur'an
- ترجمات معاني القرآن الكريم وتطور فهمه عند الغرب.Learn the Language of The Holy Qur'an
- نظام اللغة الأردية.
- مذاهب المنحرفين في التفسير.
- عربي مين نعتيه كلام.(بالأردية)
- رداءالرحمة (بالأردية)شرح قصيدة البردة لكعب بن زهير، وشرف الدين البوصيري.
- القرآن الكريم أكبر معجزة في التاريخ البشري (بالأردية)
- مكررات قرآن (بالأردية).
- شرح كتاب النكت في إعجاز القرآن للرماني.
- تاريخ تدوين سيرت.
- آفتاب نبوت كى چند كرنيں" (أشعة من شمس النبوة.
- آداب وفضائل درود وسلام" (آداب وفضائل الصلاة والسلام على النبي صلى الله عليه وسلم)
- پيغمبرأخلاق وإنسانيت"(رسول الأخلاق والإنسانية).
- سيرت صحابه کے چند نقوش"(روائع من سيرة الصحابة)
- دروس الأطفال"(في الأردية).
- إرشادات نبوى كى روشنى ميں نظام معاشرت"(نظام المعاشرة في ضوء السنة).
- آسان فقه"(الفقه الميسّر).
- تفهيم المنطق.
- المرتضى ترجمة «المرتضى» للشيخ أبي الحسن الندوي.
- دعوت وتبليغ كا معجزانه اسلوب ترجمة«روائع من أدب الدعوة» للشيخ الندوي.
- مصائب كا مداواترجمة قصيدة العلامة النحوي المراكشي.
- خطرناك تكبر ترجمة"إلى شاطئ النجاة.
- مفصّل تبصره (الاستعراض المقنع).
- نگارشات (رشحات القلم).
- مشاهدات وواردات (المشاهدات والماجريات)